# Tri Nations Series 1998
De Tri Nations Series van de Rugby Union in 1998 werd gespeeld tussen 11 juli en 22 augustus. Winnaar werd Zuid-Afrika.
Winnaar van de Bledisloe Cup werd Australië, die drie keer van Nieuw-Zeeland wist te winnen.

## Deelnemers
De drie vaste deelnemers speelden hun thuisduels in de volgende stadions.
| Land          | Stadion                  | Plaats       | capaciteit |
| ------------- | ------------------------ | ------------ | ---------- |
| Nieuw-Zeeland | Athletic Park            | Wellington   | 39.000     |
| Nieuw-Zeeland | Lancaster Park           | Christchurch | 38.628     |
| Australië     | Melbourne Cricket Ground | Melbourne    | 100.024    |
| Australië     | Subiaco Oval             | Perth        | 43.082     |
| Zuid-Afrika   | Ellispark                | Johannesburg | 55.686     |
| Zuid-Afrika   | Kings Parkstadion        | Durban       | 52.000     |

## Eindstand
| Land          | Wed | Win | Gel | Ver | Saldo   | +/− | BPtn | Ptn |
| ------------- | --- | --- | --- | --- | ------- | --- | ---- | --- |
| Zuid-Afrika   | 4   | 4   | 0   | 0   | 80 - 54 | +26 | 1    | 17  |
| Australië     | 4   | 1   | 0   | 3   | 79 - 82 | -3  | 2    | 10  |
| Nieuw-Zeeland | 4   | 1   | 0   | 3   | 65 - 88 | -23 | 2    | 2   |

## Uitslagen
De vermelde tijden zijn allemaal lokale tijden.

### Wedstrijden
| Datum       | Wedstrijd                   | Uitslag |
| ----------- | --------------------------- | ------- |
| 11 juli     | Australië - Nieuw-Zeeland   | 24 - 16 |
| 18 juli     | Australië - Zuid-Afrika     | 13 - 14 |
| 25 juli     | Nieuw-Zeeland - Zuid-Afrika | 3 - 13  |
| 1 augustus  | Nieuw-Zeeland - Australië   | 23 - 27 |
| 15 augustus | Zuid-Afrika - Nieuw-Zeeland | 24 - 23 |
| 22 augustus | Zuid-Afrika - Australië     | 29 - 15 |